# Instituto Nacional de Aprendizaje
El Instituto Nacional de Aprendizaje es una institución autónoma costarricense que se aboca a la formación profesional. 
La Formación Profesional en Costa Rica, es un subsistema del sistema educativo nacional, comprende toda actividad institucionalizada, intencionada, organizada, sistematizada, y planificada por organizaciones públicas y organismos privados acreditados, con el objetivo de formar a personas jóvenes y adultas en el desarrollo de competencias para el mundo del trabajo. Es asumida por el Instituto Nacional de Aprendizaje (INA) y por otros entes públicos y privados según el Marco Nacional de Cualificaciones de la Educación y Formación Técnica Profesional en Costa Rica, siglas MNC-EFTP-CR.
El INA brinda diferentes servicios de formación (programas educativos y de habilitación), certificación por competencias (pruebas de certificación), capacitación (cursos, asistencia técnicas para empresas y acompañamiento Empresarial), en nueve unidades regionales a lo largo del país.
Algunos de los servicios de formación y capacitación se enfocan en areas: agropecuario, comercio y servicios, electricidad, industria alimentaria, industria gráfica, mecánica de vehículos, metalmecánica, náutico pesquero, tecnología de materiales, turismo, textil, salud, cultura y artesanías. 
El INA fue creado mediante la Ley n.º 3506 el 21 de mayo de 1965 reformada el 6 de mayo de 1983 con su Ley Orgánica. El 18 de febrero de 2000 la Ley de Protección al Trabajador modificó su artículo 89 en lo referente al financiamiento y el 17 de mayo de 2002 la Ley de Fortalecimiento de las Pequeñas y Medianas Empresas modifica la Ley Orgánica del INA.